# Llista de plecòpters de Colorado
Aquesta llista de plecòpters de Colorado inclou les espècies de plecòpters que es poden trobar a Colorado ordenades per famílies i subfamílies.
| Família          | Subfamília       | Nom científic            | Nom en anglès           | Observacions | Imatge |
| Capniidae        | Capniinae        | Bolshecapnia milami      | Glacier Snowfly         |              |        |
| Capniidae        | Capniinae        | Capnia arapahoe          | Arapahoe Snowfly        |              |        |
| Capniidae        | Capniinae        | Capnia coloradensis      | Colorado Snowfly        |              |        |
| Capniidae        | Capniinae        | Capnia confusa           | Widespread Snowfly      |              |        |
| Capniidae        | Capniinae        | Capnia decepta           | Shortbeak Snowfly       |              |        |
| Capniidae        | Capniinae        | Capnia gracilaria        | Slender Snowfly         |              |        |
| Capniidae        | Capniinae        | Capnia nana              | Dwarf Snowfly           |              |        |
| Capniidae        | Capniinae        | Capnia uintahi           | Uintah Snowfly          |              |        |
| Capniidae        | Capniinae        | Capnia vernalis          | Belly Snowfly           |              |        |
| Capniidae        | Capniinae        | Capnura wanica           | Rare Snowfly            |              |        |
| Capniidae        | Capniinae        | Eucapnopsis brevicauda   | Shorttailed Snowfly     |              |        |
| Capniidae        | Capniinae        | Isocapnia crinita        | Hooked Snowfly          |              |        |
| Capniidae        | Capniinae        | Isocapnia grandis        | Giant Snowfly           |              |        |
| Capniidae        | Capniinae        | Isocapnia hyalita        | Hyalite Snowfly         |              |        |
| Capniidae        | Capniinae        | Mesocapnia frisoni       | Plains Snowfly          |              |        |
| Capniidae        | Capniinae        | Paracapnia angulata      | Angulate Snowfly        |              |        |
| Capniidae        | Capniinae        | Utacapnia lemoniana      | Wasatch Snowfly         |              |        |
| Capniidae        | Capniinae        | Utacapnia logana         | Logan Snowfly           |              |        |
| Capniidae        | Capniinae        | Utacapnia poda           | Gunnison Snowfly        |              |        |
| Leuctridae       | Leuctrinae       | Paraleuctra jewetti      | Slender Needlefly       |              |        |
| Leuctridae       | Leuctrinae       | Paraleuctra occidentalis | Western Needlefly       |              |        |
| Leuctridae       | Leuctrinae       | Paraleuctra sara         | Appalachian Needlefly   |              |        |
| Leuctridae       | Leuctrinae       | Paraleuctra vershina     | Summit Needlefly        |              |        |
| Leuctridae       | Leuctrinae       | Perlomyia utahensis      | Utah Needlefly          |              |        |
| Nemouridae       | Amphinemurinae   | Amphinemura banksi       | Rockies Forestfly       |              |        |
| Nemouridae       | Amphinemurinae   | Amphinemura linda        | Lovely Forestfly        |              |        |
| Nemouridae       | Amphinemurinae   | Malenka californica      | California Forestfly    |              |        |
| Nemouridae       | Amphinemurinae   | Malenka coloradensis     | Colorado Forestfly      |              |        |
| Nemouridae       | Amphinemurinae   | Malenka flexura          | Twisted Forestfly       |              |        |
| Nemouridae       | Nemourinae       | Podmosta decepta         | Least Forestfly         |              |        |
| Nemouridae       | Nemourinae       | Podmosta delicatula      | Delicate Forestfly      |              |        |
| Nemouridae       | Nemourinae       | Prostoia besametsa       | Banded Forestfly        |              |        |
| Nemouridae       | Nemourinae       | Zapada cinctipes         | Common Forestfly        |              |        |
| Nemouridae       | Nemourinae       | Zapada frigida           | Frigid Forestfly        |              |        |
| Nemouridae       | Nemourinae       | Zapada haysi             | Intermountain Forestfly |              |        |
| Nemouridae       | Nemourinae       | Zapada oregonensis       | Oregon Forestfly        |              |        |
| Taeniopterygidae | Brachypteryinae  | Doddsia occidentalis     | Western Willowfly       |              |        |
| Taeniopterygidae | Brachypteryinae  | Oemopteryx fosketti      | Saskatoon Willowfly     |              |        |
| Taeniopterygidae | Brachypteryinae  | Taenionema pacificum     | Pacific Willowfly       |              |        |
| Taeniopterygidae | Brachypteryinae  | Taenionema pallidum      | Common Willowfly        |              |        |
| Taeniopterygidae | Brachypteryinae  | Taenionema uinta         | Unita Willowfly         |              |        |
| Taeniopterygidae | Taeniopteryginae | Taeniopteryx burksi      | Eastern Willowfly       |              |        |
| Taeniopterygidae | Taeniopteryginae | Taeniopteryx parvula     | Hooked Willowfly        |              |        |
| Chloroperlidae   | Chloroperlinae   | Alloperla pilosa         | Hairy Sallfly           |              |        |
| Chloroperlidae   | Chloroperlinae   | Alloperla severa         | Western Sallfly         |              |        |
| Chloroperlidae   | Chloroperlinae   | Plumiperla diversa       | Margined Sallfly        |              |        |
| Chloroperlidae   | Chloroperlinae   | Suwallia dubia           | Pale Sallfly            |              |        |
| Chloroperlidae   | Chloroperlinae   | Suwallia lineosa         | Lined Sallfly           |              |        |
| Chloroperlidae   | Chloroperlinae   | Suwallia pallidula       | Yellow Sallfly          |              |        |
| Chloroperlidae   | Chloroperlinae   | Suwallia sierra          | Sierra Sallfly          |              |        |
| Chloroperlidae   | Chloroperlinae   | Suwallia starki          |                         |              |        |
| Chloroperlidae   | Chloroperlinae   | Suwallia wardi           | Larimide Sallfly        |              |        |
| Chloroperlidae   | Chloroperlinae   | Sweltsa albertensis      | Alberta Sallfly         |              |        |
| Chloroperlidae   | Chloroperlinae   | Sweltsa borealis         | Boreal Sallfly          |              |        |
| Chloroperlidae   | Chloroperlinae   | Sweltsa coloradensis     | Colorado Sallfly        |              |        |
| Chloroperlidae   | Chloroperlinae   | Sweltsa fidelis          | Mountain Sallfly        |              |        |
| Chloroperlidae   | Chloroperlinae   | Sweltsa lamba            | Rheocrene Sallfly       |              |        |
| Chloroperlidae   | Chloroperlinae   | Triznaka pintada         | Rough Sallfly           |              |        |
| Chloroperlidae   | Paraperlinae     | Triznaka signata         | Striped Sallfly         |              |        |
| Chloroperlidae   | Paraperlinae     | Paraperla frontalis      | Hyporheic Sallfly       |              |        |
| Perlidae         | Acroneuriinae    | Acroneuria abnormis      | Common Stone            |              |        |
| Perlidae         | Acroneuriinae    | Hesperoperla pacifica    | Golden Stone            |              |        |
| Perlidae         | Acroneuriinae    | Perlesta decipiens       | Widespread Stone        |              |        |
| Perlidae         | Perlinae         | Claassenia sabulosa      | Shortwing Stone         |              |        |
| Perlodidae       | Isoperlinae      | Isoperla fulva           | Western Stripetail      |              |        |
| Perlodidae       | Isoperlinae      | Isoperla jewetti         | Grande Stripetail       |              |        |
| Perlodidae       | Isoperlinae      | Isoperla longiseta       | Plains Stripetail       |              |        |
| Perlodidae       | Isoperlinae      | Isoperla mormona         | Mormon Stripetail       |              |        |
| Perlodidae       | Isoperlinae      | Isoperla phalerata       | Rockies Stripetail      |              |        |
| Perlodidae       | Isoperlinae      | Isoperla pinta           | Checkered Stripetail    |              |        |
| Perlodidae       | Isoperlinae      | Isoperla quinquepunctata | Fivespot Stripetail     |              |        |
| Perlodidae       | Isoperlinae      | Isoperla sobria          | Colorado Stripetail     |              |        |
| Perlodidae       | Perlodinae       | Arcynopteryx compacta    | Arctic Springfly        |              |        |
| Perlodidae       | Perlodinae       | Megarcys signata         | Larimide Springfly      |              |        |
| Perlodidae       | Perlodinae       | Skwala americana         | American Springfly      |              |        |
| Perlodidae       | Perlodinae       | Cultus aestivalis        | Summer Springfly        |              |        |
| Perlodidae       | Perlodinae       | Cultus pilatus           | Vedder Springfly        |              |        |
| Perlodidae       | Perlodinae       | Kogotus modestus         | Sickle Springfly        |              |        |
| Perlodidae       | Perlodinae       | Pictetiella expansa      | Autumn Springfly        |              |        |
| Perlodidae       | Perlodinae       | Diura knowltoni          | Nearctic Springfly      |              |        |
| Perlodidae       | Perlodinae       | Isogenoides colubrinus   | Blackfoot Springfly     |              |        |
| Perlodidae       | Perlodinae       | Isogenoides elongatus    | Elongate Springfly      |              |        |
| Perlodidae       | Perlodinae       | Isogenoides zionensis    | Zion Springfly          |              |        |
| Pteronarcyidae   | Pteronarcyinae   | Pteronarcella badia      | Least Salmonfly         |              |        |
| Pteronarcyidae   | Pteronarcyinae   | Pteronarcella regularis  | Dwarf Salmonfly         |              |        |
| Pteronarcyidae   | Pteronarcyinae   | Pteronarcys californica  | Giant Salmonfly         |              |        |
| ---------------- | ---------------- | ------------------------ | ----------------------- | ------------ | ------ |